# Producciones Eduardo Lemaitre
Producciones Eduardo Lemaitre fue una programadora de televisión colombiana de propiedad del historiador Eduardo Lemaitre.

## Historia
Fundada en 1979, su programa insignia fue Revivamos nuestra historia, una serie que mostraba dramatizaciones de acontecimientos históricos, emitida originalmente entre 1979 y 1987. Como Lemaitre vivía en Cartagena y la mayoría de la infraestructura televisiva del país estaba en Bogotá, Promec Televisión producía los programas aunque Lemaitre tenía la última palabra en cuanto a guiones y contenidos.
La programadora también se asoció con Promec Televisión en cuanto a la programación de los festivos entre 1984 y 1988.
En 1988, la programadora fue vendida a Humberto Arbeláez, fundador de Promec. Bajo su dirección, la compañía cambió de nombre, pasándose a llamar CPT Televisión.